# Hans Gál

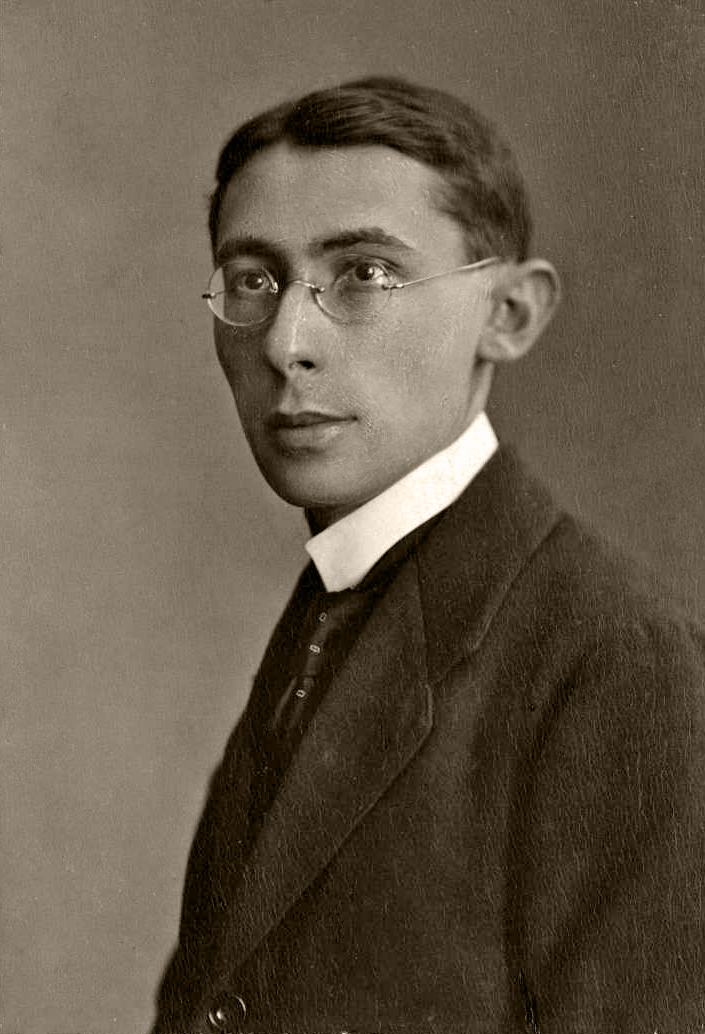
Hans Gál

Hans Gál (Brunn am Gebirge, 5 agosto 1890 – 3 ottobre 1987) è stato un compositore e pianista austriaco.

## Biografia
Hans nacque vicino a Vienna. Studiò al Conservatorio di Vienna dove poi insegnò per molto tempo. Mentre era studente vinse il K. und K. State Prize per la composizione. Nel 1928, vinse il Columbia Schubert Centenniary Prize per la sua Sinfonietta. L'anno seguente, con il supporto di famosi musicisti come Wilhelm Furtwängler, Richard Strauss e altri, divenne direttore al conservatorio di Magonza. Gál compose lavori in ogni genere musicale e in particolare le opere Der Arzt der Sobeide, Die Heilige Ente e Das Lied der Nacht, che furono particolarmente popolari nel corso degli anni venti. Quando Hitler salì al potere, Gál fu costretto a lasciare la Germania e a emigrare in Gran Bretagna dove insegnò per diversi anni al conservatorio di Edimburgo.
Lo stile di Gál, non sorprendentemente, era basato sulla tradizione musicale austro-tedesca del tardo XIX secolo, e nei suoi primi anni fu influenzato dalla musica di Brahms. Comunque, verso la fine della prima guerra mondiale, sviluppò un proprio stile. Non abbracciò i principi della seconda scuola viennese o della dodecafonia. Le sue ultime opere hanno una struttura polifonica, senza perdere il gusto della tradizione melodica. Molti lavori hanno una struttura tonale complessa mentre offrono contemporaneamente episodi di grande bellezza.
Oltre alle opere, Gál scrisse molta musica per orchestra e musica da camera. Wilhelm Altmann, eminente critico di musica da camera, ebbe a scrivere una critica sul primo quartetto d'archi di Gál, composto nel 1916, nel suo Handbuch für Streichquartettspieler (Manuale per suonatori di quartetto d'archi): "Coloro che amano la musica di Brahms, dovrebbero porre molta attenzione a questo lavoro, anche se esso non è una mera copia dello stile di Brahms. Mentre il Quartetto è pressoché nello stile di Brahms, ha sicuramente degli agganci alla musica di Schubert ed in generale a quella viennese della metà del XIX secolo... l'intero pezzo è molto ben scritto e mostra la buona dimestichezza di Gál con la tecnica del quartetto."